# 元蛮
元蛮（6世紀—？），河南郡洛阳县（今河南省洛阳市东）人，魏道武帝拓跋珪的后裔，太师、江阳王元继之子，北魏宗室、官员。

## 生平
元蛮在东魏武定年间官至光禄卿，北齐时期兼任度支尚书，代理颍州刺史。元蛮因为没有为继母服丧，为尚书左丞所弹劾，后加开府仪同三司。北齐天保十年（559年），齐文宣帝高洋大量诛杀元氏子孙，常山王高演的王妃元氏是元蛮的女儿，高演为元蛮苦苦请求，元蛮得以从行刑的街市被追回免死，被赐姓步六孤氏。齐武成帝高湛杀死元蛮的外孙乐陵王高百年后，又将元皇后禁闭，元皇后不能与家人联系。北齐宫廷内突然有流言蜚语，齐武成帝命人追查，得到了元蛮父子给元皇后的书信，元蛮于是被定罪免官。不久元蛮病逝，朝廷赠予司空。

## 家庭

### 兄弟姐妹
- 元乂，北魏骠骑大将军、仪同三司、尚书令、侍中、领左右、江阳景昭王
- 元罗，西魏开府仪同三司、侍中、少师、韩国公
- 元爽，北魏散骑常侍、卫将军、金紫光禄大夫、领左右直长
- 元爪，北魏给事中
- 元阿妙，嫁李神俊

### 子女
- 元客女，第五女，嫁北周左中郎将司马季冲，死后赠予中山郡君[7]
- 元皇后，嫁齐孝昭帝高演

## 延伸阅读
[在维基数据编辑]
 《北齊書·卷48》，出自李百药《北齊書》